# علی حسنوف (معاون نخست‌وزیر)
علی حسنوف (به ترکی آذربایجانی: Əli Həsənov) از سیاستمداران اهل جمهوری آذربایجان می‌باشد، که هم‌اکنون معاونت نخست‌وزیر این کشور را بر عهده دارد. وی قبلاً مسئولیت کمیته دولتی امور آوارگان جنگی جمهوری آذربایجان را عهده‌دار بود. در حال حاضر، مسئولیت کمیته دولتی آذربایجان در امور امدادهای بشردوستانه بین‌المللی را نیز عهده‌دار می‌باشد.

## زندگی‌نامه
علی حسنوف در ۱۰ آوریل سال ۱۹۴۸، در روستای «مرجانلی بزرگ» شهرستان جبراییل زاده شد. در سال ۱۹۶۴، آموزش متوسطه خود را در مدرسه ای در این روستا به پایان رسانید. بین سال‌های ۱۹۶۴ الی ۱۹۶۹، در رشته مهندسی مکانیک در «دانشکده نفت و شیمی آذربایجان» تحصیل گرفت. در میان سال‌های ۱۹۸۱ تا ۱۹۸۵، در «مدارس عالی حزبی باکو» به تحصیلات خود ادامه داد.

## کارنامه سیاسی
علی حسنوف برای مدت طولانی متولی تدارک مسکن‌های تازه ساخته شده به آوارگان جنگی بود و زود زود به مناطق آذربایجان که آوارگان و جنگ قره‌باغ اسکان یافته‌اند، مسافرت می‌نمود. در سال ۱۹۹۸، به فرمان حیدر علی‌اف، رئیس‌جمهوری مرحوم آذربایجان بر دامنه فعالیت کمیته دولتی امور آوارگان جنگی جمهوری آذربایجان با هدف گذاری بهبود شرایط زندگی و معیشتی آوارگان افزوده شد، و علی حسنف به‌عنوان رئیس این نهاد منصوب شد.
حسنوف به منزله رئیس این کمیته مسئولیت نظارت بر تعداد زیادی از پول‌های اختصاص داده شده از سوی دولت و سازمان‌های بین‌المللی برای تأمین نیازهای آوارگان را بر عهده داشت. همزمان با این سمت، وی از ۱۸ نوامبر سال ۱۹۹۸ تاکنون معاونت نخست‌وزیر آذربایجان را نیز عهده‌دار می‌باشد.